# Auspicio de Tréveris
San Auspicio (siglo II d. C.), cuarto obispo de Tréveris, sucesor de Materno.  No debe confundirse con San Auspicio, obispo de Toul, que es del siglo V d. C.
La leyenda cuenta de él que logró numerosas conversiones entre los paganos gracias, entre otras cosas, a los milagros que hacía, y que un caballero pagano principal fue convertido gracias a ellos y sufrió martirio. Se le venera el 8 de julio, especialmente en Tréveris.